# Wolfgang Wesselý

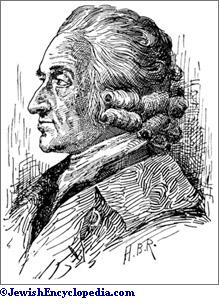
Wolfgang Wesselý

Wolfgang Wesselý (* 22. Oktober 1801 in Trebitsch; † 21. April 1870 in Wien) war ein österreichischer Rechtswissenschaftler.

## Leben
Wesselý war zunächst für eine Laufbahn zum Rabbiner bestimmt. Etwa 1815 kam er nach Prag. Dort absolvierte er das Gymnasium. Anschließend ging er an die Universität Prag. Dort wurde er 1828 zum Dr. phil. und 1833 zum Dr. iur. promoviert. 1837 wurde er jüdischer Religionslehrer. Gleichzeitig bereitete er seine akademische Laufbahn vor. 1847 wurde er zum Privatdozenten der hebräischen und rabbinischen Sprachen und Literatur an der Philosophischen Fakultät ernannt. Daneben unterbreitete er 1848 Vorschläge zur Errichtung des Schwurgerichtswesens, die auch zur Umsetzung kamen.
Wesselý erhielt 1852 die Ernennung zum außerordentlichen Professor des Strafrechtes an der Prager Universität. Am 19. August 1861 erfolgte schließlich die Ernennung zum ordentlichen Professor. Er war der erste Jude, der im Kaisertum Österreich eine ordentliche Professur erhielt. Er las an der philosophischen Fakultät hebräische Grammatik, Literatur und Archäologie, an der juristischen Fakultät das Strafrecht, Strafprozessrecht, Enzyklopädie, Rechtsphilosophie und Völkerrecht.

## Werke (Auswahl)
- Wer ist nach den Grundsätzen des österreichischen Rechtes zur Vornahme einer jüdischen Trauung berechtigt?, Borrosch und André, Prag 1839.
- Netib Emmuna. Biblischer Katechismus oder Leitfaden für den ersten Religionsunterricht der israelitischen Jugend, Kronberger und Rziwnatz, Prag 1840.
- תְּפִילָה יִשְׂרָאֵל (Tephilah Israel) oder die Gebote ins Deutsche übersetzt mit jüdisch-deutscher Schrift, Prag 1841.
- Ueber die Gemeinschaftlichkeit der Beweismittel im österreichischen Civilprocesse, Haase, Prag 1844.